# Ampulex sagax
Ampulex sagax är en  stekelart som beskrevs av Kohl 1893. Ampulex sagax ingår i släktet Ampulex och familjen Ampulicidae. Inga underarter finns listade i Catalogue of Life.